# Новостройка (Наурзумский район)
Новостройка (каз. Новостройка) — упразднённое село в Наурзумском районе Костанайской области Казахстана. Ликвидировано в 2009 году. Входило в состав Карамендинского сельского округа. Код КАТО — 395830106.

## Население
В 1999 году население села составляло 75 человек (40 мужчин и 35 женщин). По данным переписи 2009 года в селе проживало 38 человек (21 мужчина и 17 женщин).